# Ride the Lightning
Ride the Lightning es el segundo álbum de estudio de la banda estadounidense de heavy metal Metallica, lanzado el 27 de julio de 1984 por el sello discográfico independiente Megaforce Records. El álbum fue grabado en tres semanas con el productor Flemming Rasmussen en Sweet Silence Studios en Copenhague (Dinamarca). El arte del disco, basado en un concepto de la banda, muestra una silla eléctrica siendo golpeada por un rayo que fluye desde el logotipo de la banda. El título fue tomado de un pasaje de la novela The Stand de Stephen King, donde un personaje usa la frase para referirse a la ejecución en la silla eléctrica.
Aunque tiene sus raíces en el género thrash metal, el álbum mostró el crecimiento musical de la banda y la sofisticación lírica. El bajista Cliff Burton introdujo los conceptos básicos de la teoría musical a la banda y tuvo más participación en la composición de las canciones. Más allá de los ritmos rápidos de su debut Kill 'Em All, Metallica amplió su enfoque al emplear guitarras acústicas, instrumentales extendidos y armonías más complejas. Los costos generales de grabación fueron pagados por el sello europeo de Metallica, Music for Nations, porque Megaforce no pudo cubrirlo. Es el último álbum que incluye contribuciones de composición del exguitarrista principal Dave Mustaine, y el primero que incluye contribuciones de su sucesor Kirk Hammett.
Ride the Lightning recibió una respuesta muy positiva de los críticos musicales, que lo vieron como un esfuerzo más ambicioso que su predecesor. Metallica promocionó el álbum en la gira europea Bang That Head That Doesn't Bang a fines de 1984, y en su gira norteamericana en la primera mitad de 1985. La banda actuó en importantes festivales de música como Monsters of Rock y Day on the Green más tarde ese año. Dos meses después de su lanzamiento, Elektra Records firmó con Metallica un contrato de varios años y reeditó el álbum. Ride the Lightning alcanzó el puesto número 100 en el Billboard 200 prácticamente sin exposición en la radio. Aunque inicialmente se imprimieron 75 000 copias para el mercado estadounidense, el álbum vendió medio millón en noviembre de 1987. Fue certificado seis veces platino por la Recording Industry Association of America (RIAA) en 2012 por vender seis millones de copias en los Estados Unidos. Muchas publicaciones de rock han clasificado a Ride the Lightning en sus listas de mejores álbumes, diciendo que tuvo un impacto duradero en el género.

## Trasfondo y grabación
Metallica lanzó su álbum debut, Kill 'Em All, en el sello independiente Megaforce Records el 25 de julio de 1983. El álbum ayudó a establecer el thrash metal, un subgénero del heavy metal definido por sus riffs enérgicos y percusión intensa. Después de terminar su gira promocional, Metallica comenzó a componer material nuevo y, a partir de septiembre, comenzó a interpretar las canciones que conformarían Ride the Lightning en conciertos. Debido a que la banda tenía poco dinero, sus miembros a menudo comían una comida al día y se quedaban en las casas de los fans mientras tocaban en clubes de todo Estados Unidos. Ocurrió un incidente cuando parte del equipo de Metallica fue robado en Boston, y Anthrax le prestó a Metallica parte de su equipo para completar las fechas restantes. Cuando no estaban tocando, la banda se quedaba en una casa alquilada en El Cerrito (California), llamada Metallica Mansion. El líder James Hetfield se sentía incómodo por tener que hacer doble trabajo como vocalista y guitarrista, por lo que la banda le ofreció el trabajo al cantante de Armored Saint, John Bush, quien rechazó la oferta porque Armored Saint estaba teniendo un buen desempeño en ese momento.
Hetfield gradualmente ganó confianza como vocalista principal y mantuvo su papel original. Metallica comenzó a grabar el 20 de febrero de 1984 en Sweet Silence Studios en Copenhague (Dinamarca). El álbum fue producido por Flemming Rasmussen, el fundador de Sweet Silence Studios. El baterista Lars Ulrich eligió a Rasmussen porque le gustó su trabajo en Difficult to Cure (1981) de Rainbow y estaba ansioso por grabar en Europa. Rasmussen, que no había oído hablar de Metallica, aceptó trabajar en el álbum, a pesar de que los empleados de su estudio cuestionaron el talento de la banda. Rasmussen escuchó las cintas de Metallica antes de que llegaran los miembros y pensó que la banda tenía un gran potencial. Metallica ensayó el material del álbum en la sala de práctica de Mercyful Fate en Copenhague.

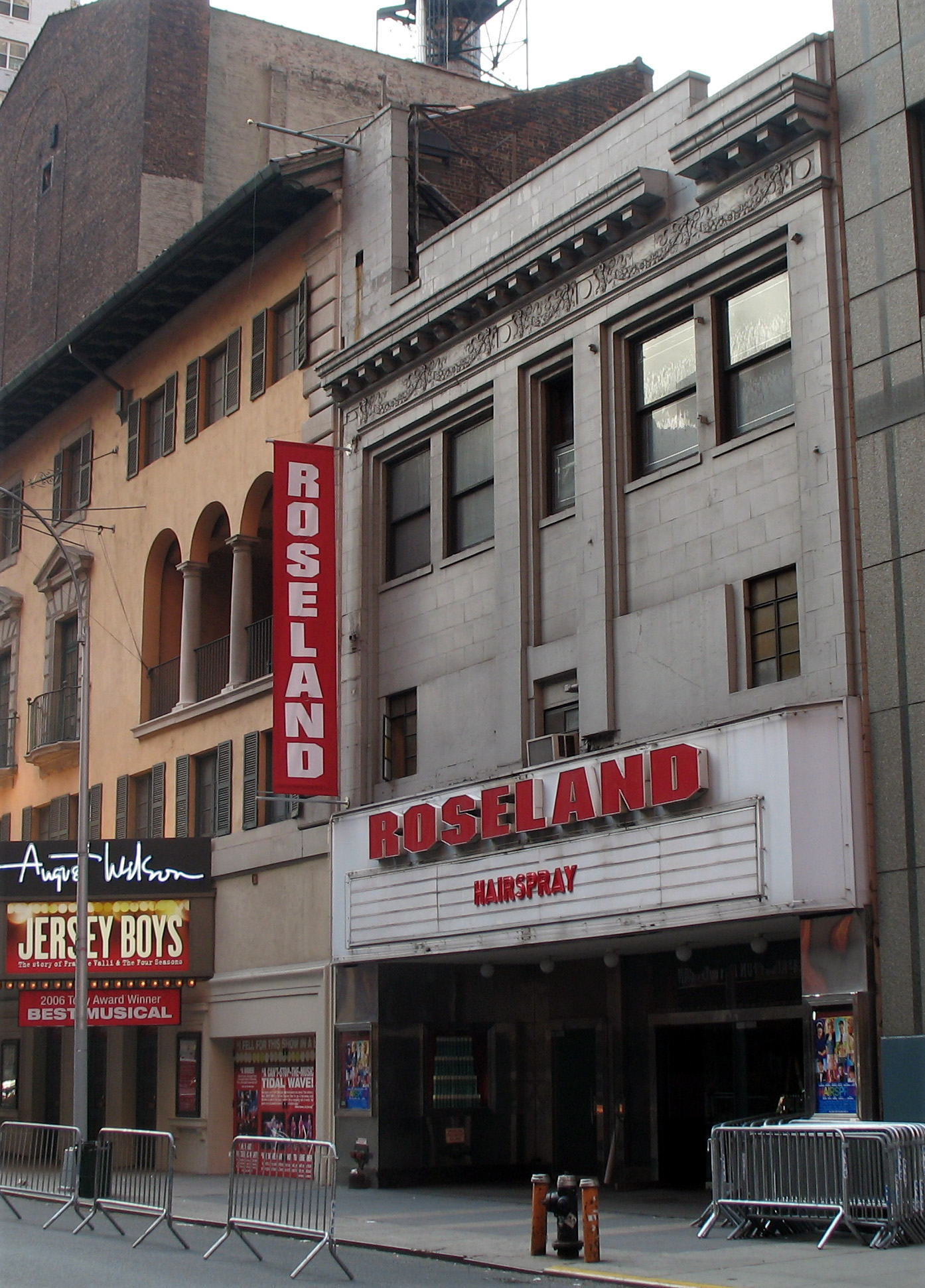
Metallica apareció en segundo lugar y tocó diez canciones en el espectáculo con entradas agotadas en el Roseland Ballroom de la ciudad de Nueva York el 3 de agosto de 1984.

Antes de entrar al estudio, Metallica recogió ideas en grabaciones de cinta de varias sesiones de improvisación. Hetfield y Ulrich revisaron las cintas y seleccionaron los riffs más fuertes para unirlos en canciones. Los instrumentos se grabaron por separado, con solo Hetfield tocando la guitarra rítmica. Rasmussen, con el apoyo del roadie de batería Flemming Larsen, enseñó los conceptos básicos de tiempo y duración del ritmo a Ulrich, quien tenía una tendencia a aumentar la velocidad y tenía poco conocimiento de teoría rítmica. La batería se grabó en un almacén vacío en la parte trasera del estudio, que no estaba insonorizado y causaba reverberación. Aunque ya se habían arreglado cuatro pistas, los miembros de la banda no estaban acostumbrados a crear canciones en el estudio, ya que no lo habían hecho para Kill 'Em All. «For Whom the Bell Tolls», «Trapped Under Ice» y «Escape» fueron escritas principalmente en Copenhague, y la banda dio los toques finales a «Fight Fire with Fire», «Ride the Lightning», «Creeping Death» y «The Call of Ktulu», que ya se habían interpretado en vivo.
El guitarrista principal Kirk Hammett tomó el nombre del álbum de un pasaje de la novela The Stand de Stephen King. La portada, que muestra una silla eléctrica en medio de rayos, fue concebida antes de que comenzara la grabación. Al principio, Metallica tuvo dificultades para grabar porque les robaron el equipo tres semanas antes de que la banda llegara a Copenhague. Los miembros de la banda dormían en el estudio durante el día porque no podían pagar un hotel y grababan de noche, porque el estudio estaba reservado por otros artistas durante el día. Debido a que el grupo estaba buscando un contrato con un sello importante, varios representantes de A&R de diferentes sellos visitaron el estudio. En un principio, parecía que Metallica iba a firmar con Bronze Records, pero el acuerdo se canceló, porque el ejecutivo de Bronze, Gerry Bron, no apreciaba el trabajo realizado en Sweet Silence Studios, y quería que la edición estadounidense fuera remezclada por el ingeniero Eddie Kramer, e incluso consideró volver a grabar el álbum en otro estudio. Metallica se desanimó por el hecho de que Bron no compartiera la visión artística de la banda y decidió buscar otro sello para el lanzamiento en Estados Unidos, aunque Bronze ya había anunciado a Metallica como una de sus bandas.
Metallica tuvo que grabar rápidamente debido a los shows europeos programados 29 días después de ingresar al estudio. La grabación terminó el 14 de marzo y Megaforce lanzó el álbum el 27 de julio. Aunque el presupuesto original del álbum era de $20 000, el gasto final superó los $30 000 (equivalente a $91 774 en 2023). El sello europeo de Metallica, Music for Nations, pagó los costos del estudio porque el dueño de Megaforce, Jon Zazula, no podía pagarlos. Metallica no estaba contenta con la falta de promoción de Megaforce y decidió separarse de Zazula. El ejecutivo de A&R de la discográfica Elektra Records, Michael Alago, notó a Metallica en el concierto de The Stone en San Francisco e invitó al presidente de Elektra y al jefe de promoción a ver el espectáculo de agosto en Nueva York. La actuación en Roseland Ballroom, con Anthrax y Metallica abriendo para Raven, agradó al personal de Elektra y a la banda se le ofreció un contrato a la mañana siguiente. El 12 de septiembre, Metallica firmó con Elektra, que reeditó el álbum el 19 de noviembre. Cliff Burnstein y Peter Mensch de Q Prime fueron designados simultáneamente como los nuevos representantes de la banda. Ride the Lightning es el último álbum de Metallica que cuenta con contribuciones de coescritura del exguitarrista principal Dave Mustaine, quien recibió crédito en la canción principal y «The Call of Ktulu». El álbum también representó la primera vez que Hammett recibió créditos de escritura.

## Música y letras
Los escritores musicales opinan que Ride the Lightning exhibe una mayor madurez musical, con canciones sonoramente más amplias que Kill 'Em All, que se destacó por su sonido unidimensional. Este desarrollo se debe en parte al conocimiento de la teoría musical del bajista Cliff Burton. Le mostró a Hetfield cómo aumentar las notas centrales con contramelodías complementarias y cómo funciona la armonía básica de la guitarra, lo que se reflejó en las composiciones de las canciones. Hetfield desarrolló letras más socialmente conscientes, así como referencias ominosas y semifilosóficas. Ulrich explicó que Metallica optó por no depender estrictamente de tempos rápidos como en el álbum anterior, sino explorar otros enfoques musicales que sonaran poderosos y pesados. Kevin Fisher de la revista Grinder resumió el álbum como «thrash definitivo, destrucción y desenfoque total» que le recordó la velocidad y el poder de Kill 'Em All. El periodista musical Martin Popoff observó que Ride the Lightning ofrecía «sofisticación y brutalidad en igual medida» y fue visto como algo nuevo en el momento de su lanzamiento. Al hablar sobre el contenido lírico del álbum, el filósofo William Irwin escribió: «Después de Kill 'Em All, la rebelión y la agresión se volvieron mucho más focalizadas a medida que el enemigo se definía más claramente. Metallica estaba profundamente preocupada por varios dominios en los que el hombre común era engañado de manera injusta pero ingeniosa. Más precisamente, eran muy críticos con los que estaban en el poder».
La introducción acústica en tono mayor de «Fight Fire with Fire» muestra la evolución de Metallica hacia un estilo de composición más complejo desde el punto de vista armónico. Es la canción más rápida de Metallica en términos de velocidad de punteo y está impulsada por riffs ágilmente punteados con trémolo en las estrofas y el estribillo. El solo extendido al final se disuelve en un efecto de sonido de una gran explosión nuclear. El riff principal fue grabado durante el Kill 'Em All Tour y la introducción acústica era algo que Burton estaba tocando con guitarra acústica en ese momento. Los temas líricos se centraban en la aniquilación nuclear y criticaban específicamente la doctrina de la Destrucción Mutua Asegurada.
«Ride the Lightning» es la primera canción de Metallica que enfatiza la miseria del sistema de justicia penal. La letra está en la perspectiva de un preso condenado a muerte que anticipa su ejecución en la silla eléctrica. La canción, una de las dos pistas del álbum que acreditan a Mustaine, comienza con un tempo medio que se acelera gradualmente a medida que avanza la canción. Uno de los riffs, originalmente compuesto por Mustaine, fue simplificado. Presenta una sección intermedia instrumental resaltada por el solo de Hammett. Según Hetfield, la canción no es una crítica a la pena capital, sino la historia de un hombre sentenciado a muerte por un crimen que no cometió, como en la letra inicial: «Guilty as charged/But damn it/It ain't right».
«For Whom the Bell Tolls» comienza con el sonido de una campana, seguido de un riff de marcha y una melodía de bajo de registro alto. La introducción cromática, que Burton escribió antes de unirse a Metallica, a menudo se confunde con una guitarra eléctrica, pero en realidad es el bajo de Burton aumentado con distorsión y un pedal wah-wah. La letra se inspiró en la novela de Ernest Hemingway de 1940 del mismo nombre, que explora el horror y el deshonor de la guerra moderna. «For Whom the Bell Tolls» fue lanzado como sencillo promocional en dos versiones, una edición en el lado A y la versión del álbum en el lado B.
«Fade to Black» es una power ballad con letras sobre el suicidio. Hetfield escribió las palabras porque se sintió impotente después de que el equipo de la banda fuera robado antes del espectáculo de enero de 1984 en Boston. Musicalmente, la canción comienza con una introducción de guitarra acústica superpuesta con un solo eléctrico. La canción se vuelve progresivamente más pesada y rápida, terminando con solos de guitarra de varias capas. Los acordes arpegiados de la balada y el canto reservado eran incongruentes para las bandas de thrash metal de la época y decepcionaron a algunos de los fanáticos de Metallica. La estructura de la canción presagia baladas posteriores de Metallica, «Welcome Home (Sanitarium)», «One» y «The Day That Never Comes». «Fade to Black» fue lanzado como sencillo promocional en 1984, en verde fosforescente.
«Trapped Under Ice» trata sobre una persona que despierta de un estado criónico. Al darse cuenta de que no hay ningún lugar a donde ir y que nadie vendrá al rescate, la persona espera impotente una fatalidad inminente. La canción está construida sobre un riff galopante de punteo rápido, que recuerda al tema de apertura del álbum. Se inspiró en una canción que la antigua banda de Hammett, Exodus, había demoizado llamada «Impaler», que luego se lanzó en el álbum de 2004 de esa banda, Tempo of the Damned.
«Escape» se tituló originalmente «The Hammer» y estaba destinada a ser lanzada como sencillo debido a sus riffs más ligeros y la estructura convencional de la canción. La introducción presenta una melodía de bajo de contrapunto y un riff de guitarra que se resuelve en un riff estándar de downpicking. «Escape» es la canción de Metallica que menos le gusta a Hetfield, debido a que es el resultado de que la compañía discográfica obligó a Metallica a escribir algo más amigable para la radio. Los autores del libro Mick Wall y Malcolm Dome dijeron que la canción estaba influenciada por el album-oriented rock de bandas de la década de 1970 como Journey y Foreigner, pero los fanáticos la percibieron como un intento de difusión en la radio de rock. Metallica hasta ahora ha interpretado «Escape» en vivo solo una vez, en el festival Orion Music + More de 2012, mientras interpretaba Ride the Lightning en su totalidad.
«Creeping Death» describe la plaga de la muerte de los primogénitos (Éxodo 12:29). La letra habla de las diez plagas que cayeron sobre el Antiguo Egipto; cuatro de ellas se mencionan a lo largo de la canción, así como la Pascua. El título se inspiró en una escena de Los diez mandamientos mientras la banda veía la película en la casa de Burton. El puente, con su canto «Die, by my hand!», fue escrito originalmente por Hammett para la canción «Die by His Hand» mientras tocaba en Exodus, que la grabó como demo pero no la incluyó en un álbum de estudio. El periodista Joel McIver llamó a la canción un «himno del moshpit» debido a sus temas líricos épicos y su atmósfera dramática. «Creeping Death» fue lanzado como sencillo con un lado B titulado Garage Days Revisited compuesto por versiones de «Am I Evil?» de Diamond Head y «Blitzkrieg» de Blitzkrieg.
«The Call of Ktulu», titulada provisionalmente «When Hell Freezes Over», se inspiró en el libro de H. P. Lovecraft The Shadow over Innsmouth, que Burton presentó al resto de la banda. El título fue tomado de una de las historias clave de Lovecraft con Cthulhu, The Call of Cthulhu, aunque el nombre original fue modificado a «Ktulu» para una pronunciación más fácil. La canción comienza con una progresión de acordes en re menor en la introducción, escrita por Mustaine —Mustaine luego reutilizó la estructura de acordes en la canción de Megadeth «Hangar 18»— seguida de un solo de bajo de dos minutos sobre un patrón de riff rítmico. El director Michael Kamen reorganizó la pieza para el proyecto S&M de Metallica de 1999 y ganó un premio Grammy a la Mejor Interpretación Instrumental de Rock en 2001.

## Lista de canciones
Todas las letras compuestas por James Hetfield.
| N.º   | Título                             | Escritor(es)                              | Duración |  |
| 1.    | «Fight Fire with Fire»             | James Hetfield, Lars Ulrich, Cliff Burton | 4:44     |  |
| 2.    | «Ride the Lightning»               | Hetfield, Ulrich, Burton , Mustaine.      | 6:36     |  |
| 3.    | «For Whom the Bell Tolls»          | Hetfield, Ulrich, Burton                  | 5:10     |  |
| 4.    | «Fade to Black»                    | Hetfield, Ulrich, Burton, Kirk Hammett    | 6:56     |  |
| 5.    | «Trapped Under Ice»                | Hetfield, Ulrich, Hammett                 | 4:03     |  |
| 6.    | «Escape»                           | Hetfield, Ulrich, Hammett                 | 4:23     |  |
| 7.    | «Creeping Death»                   | Hetfield, Ulrich, Burton, Hammett         | 6:36     |  |
| 8.    | «The Call of Ktulu» (Instrumental) | Hetfield, Ulrich, Burton, Mustaine.       | 8:52     |  |
| 47:24 |                                    |                                           |          |  |

## Error de imprenta de Bernett
En 1984, el sello discográfico francés llamado Bernett Records, lanzó copias del álbum mal impresas ya que el color de la portada del álbum salió en verde, en lugar de ser azul. 400 copias con la cubierta verde fueron impresas. Debido a su rareza, ese error causó que los álbumes verdes se convirtieran en un disco de colección para los fanes.

## Posicionamiento y certificaciones

### Álbum
| Año  | Lista                               | Position |
| ---- | ----------------------------------- | -------- |
| 1984 | Billboard 200                       | 100      |
| 1985 | UK Albums Chart                     | 87       |
| 2007 | Finnish Album Chart                 | 9        |
| 2008 | Australian ARIA Top 50 Albums Chart | 37       |

### Certificaciones
Desde el inicio de la era del SoundScan en 1991, Ride the Lightning ha vendido 4.334.000 copias.
| País           | Organismo certificador | Certificación | Ventas certificadas | Ref.   |
| -------------- | ---------------------- | ------------- | ------------------- | ------ |
| Alemania       | BVMI                   | Platino       | 500 000             | [ 37 ] |
| Australia      | ARIA                   | Platino       | 70 000              | [ 38 ] |
| Canadá         | Music Canada           | 2× Platino    | 200 000             | [ 39 ] |
| Dinamarca      | IFPI Dinamarca         | 2× Platino    | 40 000              | [ 40 ] |
| Estados Unidos | RIAA                   | 6× Platino    | 6 000 000           | [ 41 ] |
| Polonia        | ZPAV                   | Oro           | 10 000              | [ 42 ] |
| Reino Unido    | BPI                    | Platino       | 300 000             | [ 43 ] |

## Créditos
- James Hetfield: Voz y guitarra rítmica.
- Kirk Hammett: Guitarra líder y coros.
- Cliff Burton: Bajo eléctrico y coros.
- Lars Ulrich: Batería y producción.
- Metallica, Flemming Rasmussen y Mark Whitaker: Productores.
- Flemming Rasmussen: Ingeniero de sonido.
- George Marino: Remasterización.
- Metallica: Concepto de la portada.
- AD Artists: Diseño de la portada.